# Maputo-Bucht
Die Maputo-Bucht (portugiesisch Baía de Maputo), ehemals Delagoa-Bucht (portugiesisch Baía da Lagoa, englisch Delagoa Bay, deutsch „Lagunenbucht“) ist ein Meeresarm des Indischen Ozeans an der Küste von Mosambik. Die Bucht erstreckt sich über rund 112 Kilometer von Norden nach Süden und hat eine Breite von ungefähr 32 Kilometer.

## Beschreibung

Die Flüsse und ihre Einzugsgebiete, die in die Maputo-Bucht münden

Die Bucht bildet den nördlichen Abschluss der Lagunen, welche die Küste bis zur südafrikanischen Saint Lucia Bay säumen. Sie öffnet sich dem Meer nach Nordosten. Der südliche Teil der Bucht wird von einer Halbinsel gebildet, die Machangulo-Halbinsel genannt wird und auf ihrer inneren oder westlichen Seite einen sicheren Ankerplatz bietet. Am nordwestlichen Ende liegt der Hafen Melville. Nördlich von der Halbinsel liegt die Insel Inhaca, und darüber hinaus gibt es eine kleinere Insel, die als Elefanteninsel bekannt ist.
Trotz eines Hindernisses bei der Einfahrt und einer Anzahl von seichten Stellen innerhalb der Bucht ist die Maputo Bay ein wichtiger Hafen, der großen Schiffen in allen Jahreszeiten zugänglich ist. Das umliegende Land ist niedrig und nicht fruchtbar, die Insel Inhaca aber hat eine Höhe von 73 Meter und beherbergt ein Sanatorium.
Insgesamt entwässert eine Fläche von etwa 90.000 km² in die Bucht. Von Norden mündet der etwa 4 bis 6 Meter tiefe Komati. im Südbereich der Bucht mündet der Maputo, der seine Quellen im südlichen Mpumalanga und östlich von Ermelo hat bei Bela Vista. Vom Westen fließt der Umbeluzi wie auch der Tembe und der Matola, über das Espírito Santo Ästuar (auch Englischer Fluss) in die Maputo-Bucht. Diese Flüsse werden hier häufig von Flusspferden und Krokodilen aufgesucht.

## Geschichte
Die Bucht wurde 1502 vom portugiesischen Seefahrer Antonio de Campo, einem Begleiter Vasco da Gamas, entdeckt. Daraufhin wurde die portugiesische Handelsniederlassung von Lourenço Marques (heute Maputo) gegründet, nicht weit vom Nordufer des Englischen Flusses entfernt.
1720 baute die Niederländische Ostindien-Kompanie bei Lourenco Marques ein Fort und eine Faktorei, die Lijdzaamheid (Lydsaamheid) (dt. Geduld(samkeit)) genannt wurden. Seit dem April 1721 wurden sie von einem Opperhoofd (dt. Oberhaupt/Hauptfaktor) unter der Befehlsgewalt der holländischen Kapkolonie verwaltet, unterbrochen vom April 1722 bis zum 28. August 1722 durch die Inbesitznahme durch den Piraten John Taylor; im Dezember 1730 wurde die Siedlung verlassen. Zwischen 1777 und 1781 war in der Region ein österreichisches Kolonialfort besetzt.
Danach hatten die Portugiesen – periodisch – Tauschstationen in der Espirito-Santo-Mündung. Diese Stationen wurden durch kleine Festungen geschützt.
In den Jahren um 1790 jagten Walfänger insbesondere aus den Vereinigten Staaten in der Bucht Südkaper. Der Verkauf von Vieh und Lebensmitteln an die Seeleute erweiterte den Küstenhandel der Ronga-Staaten und unterminierte das von Portugal beanspruchte Handelsmonopol. Mitunter beteiligten sich Männer von der Küste als Saisonarbeiter am Walfang. Als der Walfang in den 1830er Jahren einen neuerlichen Aufschwung erlebte, fürchteten britische Politiker und Missionare in der Kapkolonie zeitweise die Gründung einer US-amerikanischen Kolonie in der Bucht und drängten auf eine Inbesitznahme durch Großbritannien, die jedoch ausblieb.
1823 entdeckte Kapitän (später Vize-Admiral) William Fitzwilliam Owen von der britischen Royal Navy, dass die Portugiesen keinen Einflussbereich südlich der Siedlung Lourenço Marques ausüben. Daraufhin schloss er Abtretungsverträge mit den einheimischen Oberhäuptern ab, hisste die britische Fahne und eignete sich das Land südwärts vom Englischen Fluss an. Als er die Bucht 1824 wieder besuchte, stellte er fest, dass die Portugiesen die britischen Verträge ignoriert und andere Verträge mit den Einheimischen abgeschlossen hatten. Er bemühte sich militärisch erfolglos, das Land wieder in Besitz zu nehmen.
Kapitän Owen überließ das Land den Portugiesen, aber die Herrschaft beider Mächte blieb unentschieden, bis die Ansprüche der Südafrikanischen Republik eine Lösung der Frage erforderten. Inzwischen hatte Großbritannien keine Schritte unternommen, Einfluss auszuüben, während die Zerstörungen durch die Zulu den portugiesischen Einfluss zu den Grenzen ihrer Forts beschränkten. 1835 versuchten Buren unter ihrem Anführer Orich eine Siedlung in der Bucht zu gründen. 1868 beanspruchte der Präsident der Südafrikanischen Republik, Marthinus Wessel Pretorius, das Land auf jeder Seite des Maputa bis zum Meer. Aber schon im folgenden Jahr anerkannte die Südafrikanische Republik Portugals Anspruch auf die Bucht. 1861 erklärte Kapitän Bickford, dass Inhaca und die Elefant-Inseln britisches Territorium seien.
Im Jahr 1872 wurde der Streit zwischen Großbritannien und Portugal vor Adolphe Thiers, dem französischen Präsidenten, zur Entscheidung vorgelegt. Am 19. April 1875 entschied sein Nachfolger Patrice de Mac-Mahon zugunsten der Portugiesen. Zuvor hatten Großbritannien und Portugal vereinbart, dass im Falle eines Verkaufs oder einer Abtretung das Recht auf den Verkauf dem erfolglosen Antragsteller der Bucht übertragen werden sollte. Die portugiesische Herrschaft über das Hinterland wurde erst einige Zeit nach Mac-Mahons Schiedsspruch wiederhergestellt. Nominell hatte bereits 1861 der Matshangana-Führer Umzila das Land südlich von Manhissa abgetreten.
Im Verlauf der Geschichte der ostafrikanischen Linienschifffahrt diente der Hafen in der Maputo-Bucht als Endpunkt für die beiden deutschen Reedereien Deutsche Ost-Afrika Linie und Deutsche Seereederei Rostock ("DSR-LINES"). Im Jahrbuch der Schifffahrt von 1982 erschien ein Artikel eines deutschen Autors, der die wichtigsten Häfen in Mosambik behandelte, darunter die Maputo-Bucht im Süden, Beira in der Landesmitte, Quelimane, Nacala und Pemba im Norden des Landes. Der Zustand des Eisenbahnnetzes als Teil der Transportkette in der Volksrepublik Mosambik wurde ebenfalls beleuchtet. Im Rahmen der bilateralen Beziehungen zwischen der DDR und der Volksrepublik Mosambik bediente die Deutsche Seereederei (DSR) in Rostock regelmäßig den Hafen Maputo in der Maputo-Bucht im Süden des Landes sowie weitere Häfen im Ostafrika-Liniendienst.
Im Jahr 1889 entstand ein weiterer Streit zwischen Portugal und Großbritannien aufgrund der Beschlagnahmung des Eisenbahnverlaufs von der Bucht nach Transvaal durch die Portugiesen. Auch dieser Streit wurde zur Schlichtung weitergeleitet, und im Jahr 1900 wurde Portugal dazu verurteilt, eine Entschädigung in Höhe von fast einer Million Pfund an die Aktionäre der Eisenbahngesellschaft zu zahlen.

## Strategische Bedeutung
Die Hafenanlagen in der Bucht bildeten den einen Endpunkt der Delagoa Bay Railway (auch Delagoabahn oder Transvaal-Bahn). Sie führte von Pretoria in den Hafen der damaligen Hauptstadt der benachbarten portugiesischen Kolonie, nach Lourenço Marques.
Mit ihrem Bau begann man am 1. November 1889. Diese Eisenbahnlinie wurde am 20. Oktober 1894 durch die Nederlandsch-Zuid-Afrikaansche Spoorwegmaatschappij (NZASM) fertiggestellt und sollte am 2. November desselben Jahres eröffnete werden. Ihre Inbetriebnahme erfolgte jedoch erst am 8. Juli 1895 in Anwesenheit von Präsident Paul Kruger. Dadurch war die burische Südafrikanische Republik in der Lage, ihre Warenexporte schneller und einfacher zu einem Hochseehafen zu bringen, da die Eisenbahnlinien zu den Häfen in der britischen Kapkolonie überlastet waren. Mit dem durchgehenden Streckenbetrieb gewann die burisch dominierte Wirtschaft einen wesentlichen politischen Vorteil im südlichen Afrika, weil sie die Abhängigkeit von den britischen Kolonialbehörden in Kapstadt verringerte, zu denen das Verhältnis belastet war.
Die Entdeckung der Goldlagerstätten am Witwatersrand in den 1880er Jahren erhöhte die künftige Bedeutung der damals noch geplanten Eisenbahnlinie. Um 1900 war die Streckenführung in die Auseinandersetzungen des Zweiten Burenkriegs zwischen burischen und britischen Truppen verwickelt, wodurch die Brücke in Komatipoort zerstört wurde.